# 東平里 (竹北市)
東平里是中華民國新竹縣竹北市的一個里，位於該市東南部，東邊以高鐵二路與隘口里為界，南邊隔頭前溪與新竹市千甲里相望，西邊與鹿場里以自強南路為界，北和中興里以文興路一段及二段相隔。截至2024年底，境內人口約有2萬人，是新竹縣人口最多的村里，也是臺灣六都以外人口最多的里。
東平里一帶地區原名「六張犁」，以乾隆十三年（1748年）泉州墾戶向原住民取得大小約為「六張犁份」的土地的開墾權而得名，東平之名的「東」是取位於竹北地區之東側，而平則是希望境內能平安無災。1988年竹北鄉升格為竹北市，東平村改為東平里。